# Zapasy na Igrzyskach Azji Południowo-Wschodniej 2019
Turniej zapasów na Igrzyskach Azji Południowo-Wschodniej w 2019 rozegrano w filipińskim mieście Angeles w dniach 9 – 10 grudnia, na terenie Angeles University Foundation Sports and Cultural Center.

## Tabela medalowa
Gospodarz zawodów został zaznaczony kolorem.
| Poz. | Państwo   |    |    |    | Łącznie |
| ---- | --------- | -- | -- | -- | ------- |
| 1    | Wietnam   | 12 | 2  | 0  | 14      |
| 2    | Filipiny  | 2  | 10 | 1  | 13      |
| 3    | Tajlandia | 0  | 2  | 10 | 12      |
| 4    | Kambodża  | 0  | 0  | 5  | 5       |
| 5    | Mjanma    | 0  | 0  | 3  | 3       |
| .    | Laos      | 0  | 0  | 3  | 3       |
| .    | Singapur  | 0  | 0  | 3  | 3       |
|      | Łącznie   | 14 | 14 | 25 | 53      |

## Wyniki mężczyzn

### W stylu klasycznym
| Waga  | Złoto:           | Srebro:              | Brąz:                        |
| 55 kg | Nguyễn Đình Huy  | Michael Vijay Cater  | Sahatsawat Phuangkaeo Myo Ko |
| 60 kg | Bùi Tiến Hải     | Margarito Angana jr. | Wana Tun Nuttapong Hinmee    |
| 63 kg | Noel Norada      | Nguyễn Công Thành    | Eng Phanit Thanawat Khamhan  |
| 72 kg | Jason Baucas     | Dương Hồng Phúc      | Sengsavanh Phachanxay        |
| 77 kg | Nguyễn Bá Sơn    | Apichai Natal        | Jefferson Manatad            |
| 87 kg | Nghiêm Đình Hiếu | Jason Balabal        | Chanwit Aunjai               |

### W stylu wolnym
| Waga   | Złoto:           | Srebro:          | Brąz:                            |
| 57 kg  | Nguyễn Văn Công  | Alvin Lobreguito | Jakkit Butjamrual Soeun Sophors  |
| 61 kg  | Nguyễn Hữu Định  | Ronil Tubog      | Siripong Jampakam Bunna Yon      |
| 65 kg  | Nguyễn Xuân Định | Jhonny Morte     | Saksit Janhom Chon Thoun         |
| 70 kg  | Cấn Tất Dự       | Joseph Angana    | Somsak Jindapan Hong Yeow Lou    |
| 125 kg | Hà Văn Hiếu      | Puris Kaewkoed   | Sov Dorn Phetsoupahne Xaisomboun |

### W stylu wolnym kobiet
| Waga  | Złoto:             | Srebro:        | Brąz:                             |
| 50 kg | Nguyễn Thị Xuân    | Jiah Pingot    | Kay Thi Khaing Manivanh Inthilath |
| 55 kg | Kiều Thị Ly        | Minalyn Foy-os | Orasa Sookdongyor Su Jun Yap      |
| 62 kg | Nguyễn Thị Mỹ Hạnh | Noemi Tener    | Salinee Srisombat Madeline Wee    |